# Irrationalisme
L'irrationalisme est une vision du monde ou une attitude qui se fonde sur le refus ou la relativisation de l'usage de la raison. Il accorde un rôle secondaire à la rationalité par rapport à l'intuition, ou se montre hostile au rationalisme.                                                      
On entend également par « irrationalisme » toute tentative faite pour diminuer le rôle de la raison dans un certain domaine de connaissances. Par exemple, dans les sciences naturelles, l’irrationalisme consiste à accorder à l’indétermination une place plus importante qu'au déterminisme, tandis que dans les sciences sociales, l'irrationalisme est associé à une relativisation des connaissances scientifiques interprétées comme des croyances produites par une société ou une civilisation donnée.
En philosophie, il est convenu de distinguer deux grandes catégories d'irrationalisme : 
1. Les doctrines suivant lesquelles la raison ne peut connaître la réalité (ou n’en peut connaître qu’une partie), parce que celle-ci est inconnaissable, comme l'affirment les sceptiques (Pyrrhon, Hume), les agnostiques, les sophistes, les idéalistes kantiens, les positivistes, les nietzschéens, etc. ;
2. Les doctrines suivant lesquelles la raison ne peut connaître la réalité (ou n’en peut connaître qu’une partie) parce que la réalité n'est pas connaissable par la raison mais par d’autres modes de connaissance, en particulier par l’intuition ou le « sentiment intérieur », position défendue par les penseurs mystiques (Eckhart, Boehme), les néoplatoniciens (Plotin, Paracelse), les philosophes romantiques (Schelling) et spiritualistes (Bergson).

Toutefois, dans la mesure où la seconde thèse dévalorise l'usage de la raison dans le processus même de la connaissance, c'est cette seconde catégorie d'irrationalisme qui est le plus souvent désignée par ce terme.